# 斯廷博特罗克 (艾奥瓦州)
斯廷博特羅克（英語：Steamboat Rock）是一個位於美國愛荷華州哈丁縣的城市。

## 地理
斯廷博特羅克的座標為42°24′27″N 93°03′59″W / 42.40750°N 93.06639°W，而該地的平均海拔高度為309米（即1014英尺）。

## 人口
根據2010年美國人口普查的數據，斯廷博特羅克的面積為1.42平方千米，當中陸地面積為1.42平方千米，而水域面積為0.00平方千米。當地共有人口310人，而人口密度為每平方千米218人。